# Nožiščni trikotnik
Nožiščni trikotnik se dobi s projekcijo točke na stranice trikotnika.
Naj se v trikotniku ABC s P, ki pa ni ena izmed oglišč, potegne pravokotnice od točke P, na vse tri stranice trikotnika. Z oznakami L, M in N se označi presečišča s premico iz točke P s stranicami. V tem primeru je nožiščni trikotnik LMN.   
Točka P se imenuje nožiščna točka.
Lega točke P v trikotniku ABC lahko nastopi v posebnih primerih tako, da je 
- točka P je višinska točka, potem se tak trikotnik LMN imenuje ortični trikotnik
- točka P je središče včrtanega kroga, potem se tak trikotnik LMN imenuje kontaktni trikotnik

Kadar je točka P na očrtanem krogu, postane trikotnik LMN daljica. Ta daljica se imenuje nožiščna daljica, včasih pa tudi Simsonova daljica.
Kadar ima točka P trilinearne koordinate p: q: r, so oglišča L, M in N nožiščnega trikotnika dana z
- L = 0 : q + p cos C : r + p cos B
- M = p + q cos C : 0 : r + q cos A
- N = p + r cos B : q + r cos A : 0

Oglišče A antinožiščnega trikotnika točke P je točka L ' , ki se jo dobi kot točko preseka pravokotnice na BP skozi B in pravokotnico na CP skozi C. Podobno se kreirata točki M' za oglišče M in N' za oglišče N.   